# 514 Armida
514 Armida è un asteroide della fascia principale del diametro medio di circa 106,17 km. Scoperto nel 1903, presenta un'orbita caratterizzata da un semiasse maggiore pari a 3,0446446 UA e da un'eccentricità di 0,0464423, inclinata di 3,88580° rispetto all'eclittica.
Il suo nome fa riferimento alla bellissima maga Armida, personaggio della Gerusalemme liberata di Torquato Tasso, nipote del mago Idraote, signore di Damasco.